# Ayman Aiki
Ayman Aiki (Champigny-sur-Marne, 25 giugno 2005) è un calciatore francese, attaccante del Bastia in prestito dal Saint-Étienne.

## Biografia
Ha origini burkinabé.

## Carriera

### Club
Aiki è cresciuto nel settore giovanile del Saint-Étienne, con cui ha firmato il primo contratto professionistico l'8 giugno 2022. Ha debuttato in prima squadra il 30 luglio seguente nell'incontro di Ligue 2 perso 2-1 contro il Digione, dove ha trovato anche la sua prima rete.

### Nazionale
Ha giocato con le nazionali giovanili francesi Under-17, Under-18, Under-19 ed Under-20.
Con l'Under-17 nel 2022 ha vinto gli Europei di categoria.

## Statistiche

### Presenze e reti nei club
Statistiche aggiornate al 19 ottobre 2024.
| Stagione               | Squadra                | Campionato             | Campionato | Campionato | Coppe nazionali | Coppe nazionali | Coppe nazionali | Coppe continentali | Coppe continentali | Coppe continentali | Altre coppe | Altre coppe | Altre coppe | Totale | Totale | Totale |
| Stagione               | Squadra                | Comp                   | Pres       | Reti       | Comp            | Pres            | Reti            | Comp               | Pres               | Reti               | Comp        | Pres        | Reti        | Pres   | Reti   |        |
| ---------------------- | ---------------------- | ---------------------- | ---------- | ---------- | --------------- | --------------- | --------------- | ------------------ | ------------------ | ------------------ | ----------- | ----------- | ----------- | ------ | ------ | ------ |
| 2021-2022              | Saint-Étienne 2        | N3                     | 6          | 0          | -               | -               | -               | -                  | -                  | -                  | -           | -           | -           | 6      | 0      |        |
| 2022-2023              | Saint-Étienne 2        | N3                     | 14         | 0          | -               | -               | -               | -                  | -                  | -                  | -           | -           | -           | 14     | 0      |        |
| 2023-2024              | Saint-Étienne 2        | N3                     | 19         | 2          | -               | -               | -               | -                  | -                  | -                  | -           | -           | -           | 19     | 2      |        |
| 2024-2025              | Saint-Étienne 2        | N3                     | 5          | 2          | -               | -               | -               | -                  | -                  | -                  | -           | -           | -           | 5      | 2      |        |
| Totale Saint-Étienne 2 | Totale Saint-Étienne 2 | Totale Saint-Étienne 2 | 44         | 4          |                 | -               | -               |                    | -                  | -                  |             | -           | -           | 44     | 4      |        |
| 2022-2023              | Saint-Étienne          | L2                     | 7          | 1          | CF              | 0               | 0               | -                  | -                  | -                  | -           | -           | -           | 7      | 1      |        |
| 2023-2024              | Saint-Étienne          | L2                     | 0          | 0          | CF              | 0               | 0               | -                  | -                  | -                  | -           | -           | -           | 0      | 0      |        |
| 2024-2025              | Saint-Étienne          | L1                     | 4          | 0          | CF              | 0               | 0               | -                  | -                  | -                  | -           | -           | -           | 4      | 0      |        |
| Totale Saint-Étienne   | Totale Saint-Étienne   | Totale Saint-Étienne   | 11         | 1          |                 | 0               | 0               |                    | -                  | -                  |             | -           | -           | 11     | 1      |        |
| Totale carriera        | Totale carriera        | Totale carriera        | 55         | 5          |                 | 0               | 0               |                    | -                  | -                  |             | -           | -           | 55     | 5      |        |

## Palmarès

### Nazionale
- Campionato d'Europa Under-17: 1

Israele 2022